# 彩星集團
彩星集團有限公司（港交所：0635）是一家在香港交易所上市的玩具工業公司。主要業務是設計、發展及市場推廣玩具及家庭娛樂產品。於1966年創立。
公司位於在百慕達註冊，創辦人、主席兼行政總裁為陳俊豪於2017年榮休，現主席兼行政總裁為陳光輝。
其公司旗下美國彩星玩具主要生產比較為人熟悉的忍者龜（中國大陸又譯忍者神龜）、金剛等品牌玩具產品，其中忍者龜更是八十年代早期在香港和美國大賣廣告發售的。
但在股東特別大會通過把旗下從事玩具業務的彩星玩具上市，目前只有地產業務，包括彩星集團大廈等。

## 外部連結
- playmates.net （页面存档备份，存于）